# Helvetier

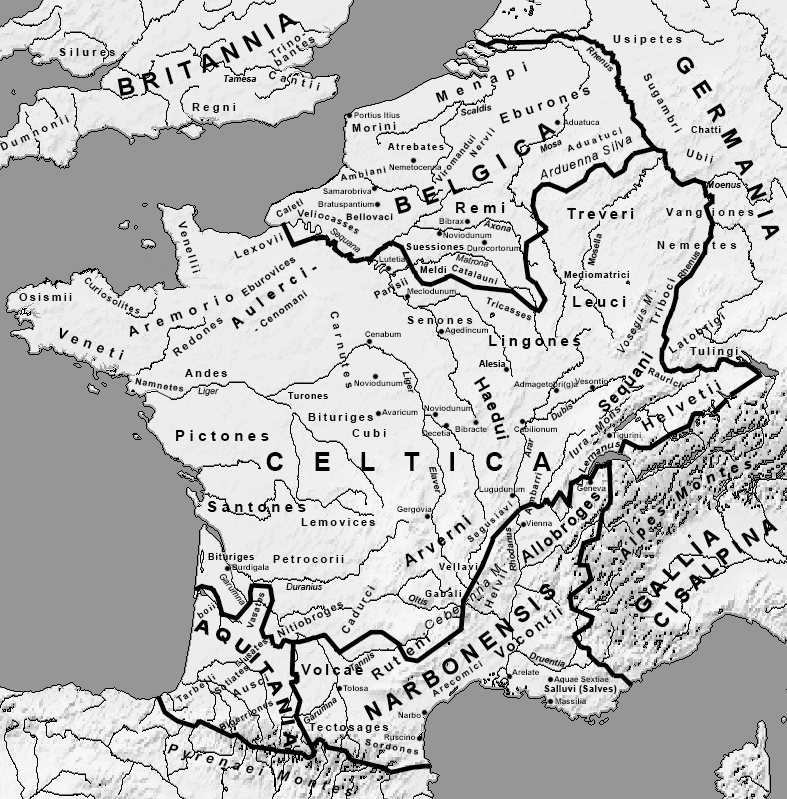
Karte Galliens zur Zeit Caesars (58 v. Chr.), mit der Lage Helvetiens im Osten von Gallia Celtica

Die Helvetier waren ein keltischer Volksstamm, der im 1. Jahrhundert v. Chr. im heutigen schweizerischen Mittelland sowie in den Vorderalpen siedelte. Die Helvetier sind vor allem wegen ihrer Rolle in den Berichten von Julius Caesar über den Gallischen Krieg bekannt.
Nach Julius Caesar bestanden um 60 v. Chr. vier helvetische Teilstämme (pagi), von denen er die Verbigener und die Tiguriner nennt. Auch Poseidonios nennt vier Teilstämme, darunter die Tougener und Toutonen. Es ist umstritten, ob letzterer Teilstamm mit den von Livius als Germanen bezeichneten Teutonen identisch ist.
Nach dem Abzug der Römer Anfang des 5. Jahrhunderts waren die Helvetier im 400 Jahre römisch kultivierten Alpenvorland Teil der bodenständigen Bevölkerung und vermischten sich auf Dauer mit den nun zuziehenden alamannischen Siedlern. Eine Zwangsassimilation wird in der Forschung nicht mehr angenommen, da auch noch zu dieser Periode das Gebiet nur schwach besiedelt war.
Bei der Gründung der Helvetischen Republik 1798 wurde wieder ein Bezug des schweizerischen Gebiets zu den Helvetiern hergestellt. Mit der Gründung des Bundesstaates 1848 wurde als offizielle Bezeichnung der Schweiz nebst dem Namen in den vier Landessprachen zusätzlich die sprachenübergreifende lateinische Bezeichnung Confoederatio Helvetica eingeführt.

## Geschichte

### Überlieferungsgeschichte und Siedlungsgebiet
Die erste historische Erwähnung der Kelten stammt vom griechischen Historiker Hekataios von Milet aus der Zeit um 500 v. Chr. Er erwähnt, dass sie nördlich der griechischen Kolonie von Massilia lebten. Die Helvetier werden zum ersten Mal fassbar durch eine Inschrift auf einer Tonscherbe aus Mantua. Dort steht in einem etruskischen Alphabet das Wort eluveitie, das als die etruskische Form des keltischen Wortes Helvetios («der Helvetier») identifiziert wird. Man geht davon aus, dass der Eluveitie einer von Helvetiern abstammenden etruskischen Familie angehörte. Durch Münzen aus dem 2. Jahrhundert v. Chr. ist aus dem Oppidum Heidengraben ein Adliger (König?) namens Atullos bekannt. Die erste zuverlässige schriftliche Erwähnung der Helvetier findet sich beim griechischen Historiker Poseidonios, der sie als «goldreich, aber friedlich» beschreibt, aber nicht erwähnt, wo sie genau lebten.
Dem griechischen Geographen Ptolemäus und dem römischen Historiker Tacitus zufolge lebten die Helvetier um 100 v. Chr. noch im Gebiet zwischen Donau, Rhein und Main. Aus diesem Gebiet seien sie aufgrund des Vordringens germanischer Stämme in die Nordwestschweiz ausgewichen: «Im 1. Jahrhundert v. Chr. (verdrängten die) von Norden und Osten her eindringenden germanischen Stämme die ansässige Bevölkerung, was bald zu einer spürbaren Siedlungsausdünnung führte. Der keltische Stamm der Helvetier, der nach Aussage der literarischen Quellen in [der heutigen Main-Tauber-Region] zu suchen ist, wurde nach Süden, ins Gebiet der heutigen Schweiz vertrieben.»
Nach Ptolemaios habe es in Süddeutschland eine Helvetier-Einöde gegeben. Der Auszug ist nach der Meinung der modernen Forschung Ende des 2. Jahrhunderts v. Chr. geschehen, im Rahmen der Raubzüge von Kimbern und Ambronen, denen sich wahrscheinlich die Teilstämme der Tiguriner und der Toutonen (Teutonen) anschlossen. Erstere liessen sich nach der Schlacht bei Vercellae nördlich des Genfersees nieder, während letztere entweder bei Aix-en-Provence vernichtet wurden oder in den anderen Teilstämmen aufgingen.
Die genaue Bestimmung der vorgeschichtlichen helvetischen Siedlungsgebiete wird noch problematischer durch eine Inschrift vom Magdalensberg in Österreich. Dort erscheinen die Elveti als einer von insgesamt acht ostalpinen Stämmen, die ein kaiserliches Monument gestiftet haben. Das Fehlen des anlautenden Spiranten spricht nicht gegen eine Namensgleichheit mit den Helvetiern, da in vielen Fällen das h- lateinischer Autoren keine phonologische Basis hatte und häufig scheinbar unmotiviert in der Schreibung «exotischer» Namen erscheint (vgl. etwa die Haedui-Aedui). Ob jedoch die Namensgleichheit auch für eine tatsächliche Identität mit den Helvetiern spricht und wie diese genau ausgesehen haben mag, bleibt vorerst unbekannt.

### Erste Auseinandersetzungen mit dem Römischen Reich

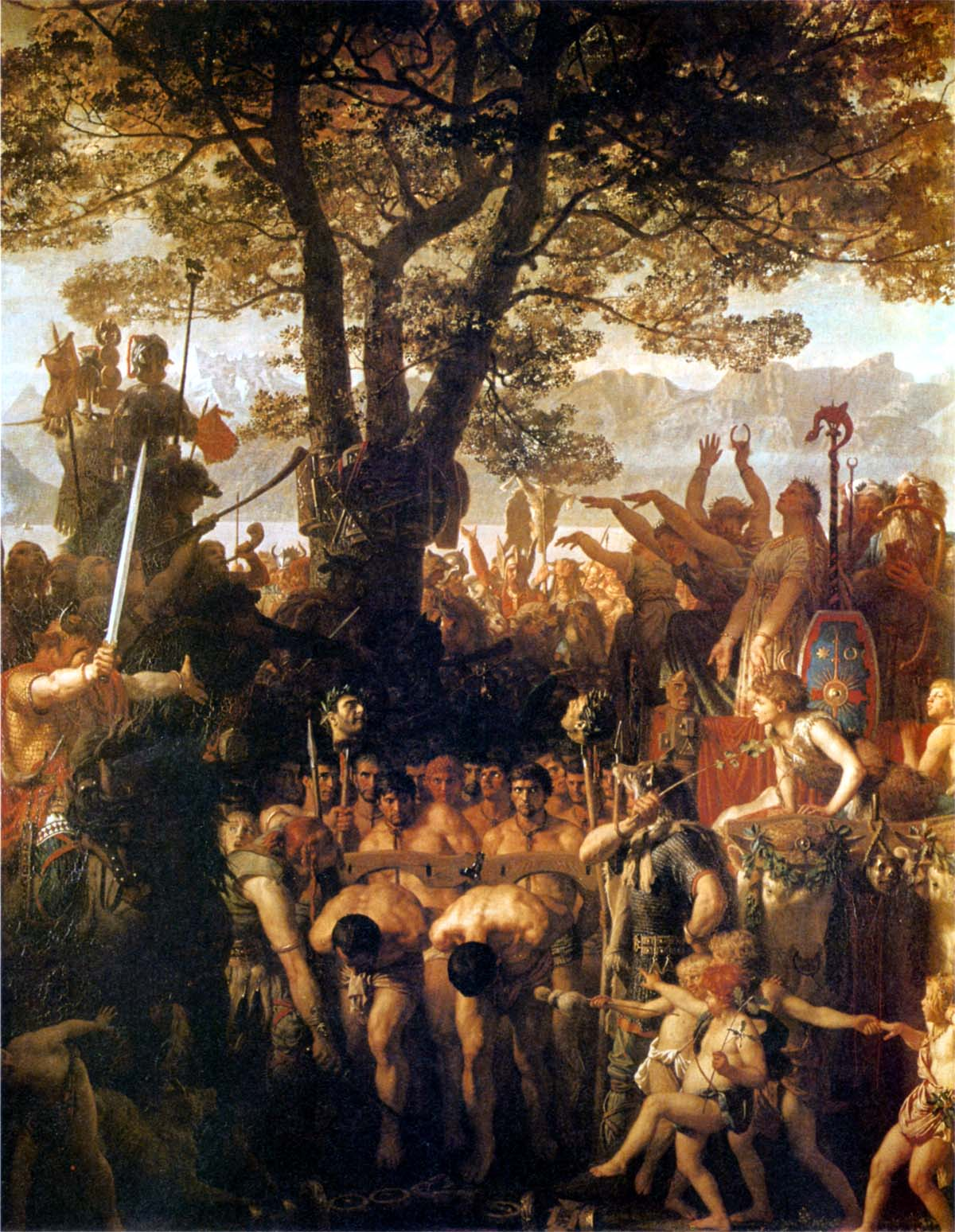
«Die Helvetier zwingen die Römer unter dem Joch hindurch». Historiengemälde des 19. Jahrhunderts auf den Sieg der Helvetier unter Divico über die Römer bei Agen 107 v. Chr. von Charles Gleyre

Die helvetischen Stämme der Tiguriner und der Tougener traten mit dem Zug der Kimbern 107 v. Chr. in die Geschichte ein. Die erste Nennung der Helvetier bei Poseidonius, die über die Geographie des Strabon überliefert ist, steht in diesem Kontext. Nach der Naturgeschichte des älteren Plinius sei ein Helvetier mit dem Namen Helico in Rom als Handwerker tätig gewesen und mit einer getrockneten Feige, einer Traube, Öl und Wein in das Gebiet nördlich der Alpen zurückgekehrt und habe so die keltischen Züge über die Alpen ausgelöst. Diese Geschichte ist in das Reich der Legenden zu verweisen.
Um 115 v. Chr. zogen die germanischen Völker der Kimbern und Ambronen aus Norddeutschland und Dänemark nach Süden vor. Nach ihrem Sieg über die Römer bei Noreia kamen sie um 111 v. Chr. ins heutige Süddeutschland, wo sich ihnen keltische Stämme anschlossen, so die helvetischen Teilstämme der Tiguriner und Tougener. Inwiefern es sich bei den Tougenern und den Teutonen, die traditionell mit den Kimbern genannt werden, um das gleiche Volk gehandelt hat, ist umstritten. Eine mögliche Erklärung des ungedeuteten Namens wäre die Verschreibung von Τουτονοί zu Τουγενοί in einem frühen Stadium der Strabonüberlieferung, in welcher die Tougener allerdings in der Form Τωυγενοί erscheinen.
In der älteren, eigens quellennahen Geschichtsschreibung der Schweiz zerfielen die Helvetier «in vier Gaue oder Bezirke; in demjenigen der Tigoriner lag ihre Hauptstadt Aventicum (Avenches, südl. v. Murtensee).» Fest steht dort, dass «die Cimbern und Teutonen […] zwei deutsche Völker» waren. Diesen folgten zahlreiche Helvetier, insbesondere aus dem Tigorinergaue, geführt von Diviko. Als Führer des römischen Heeres in der Schlacht an der Garonne genannt wird der «Konsul Cassius Longinus». Danach jedoch kehrten «beutebeladen […] die Sieger nach Hause». Das heisst, die Tigoriner bzw. Tiguriner beteiligten sich nicht an einer weiteren Schlacht 105 v. Chr. und am Weiterzug mit den Kimbern über den Brenner. Das unbestimmte «konnten der Vernichtung entgehen» – siehe im weiteren Text – entfällt. Es ist auch fragwürdig, wieso sie nach 107 v. Chr. noch jahrelang «mit ihrer Beute» umhergezogen sein sollen.

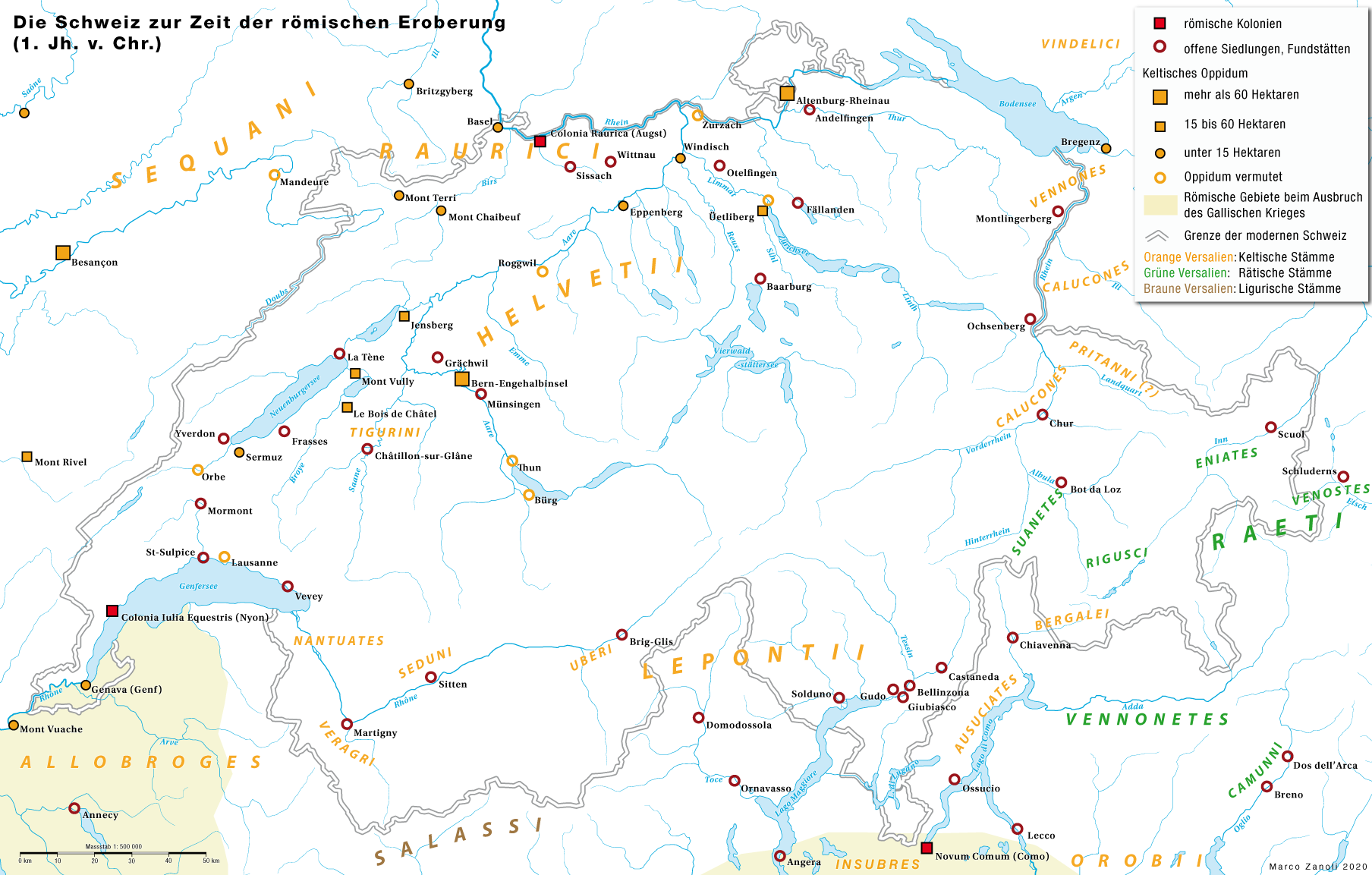
Rheinübergang in der Nähe des Ortseintrages Zurzach

In der lokalen Überlieferung hat sich am Hochrhein die Erinnerung an den Übergang der Kimbern über eine Furt des Flusses im Winter 103/102 v. Chr. bewahrt. Kelten wie die Tiguriner sind dabei nicht erwähnt, Teile des Stammes könnten sich jedoch auf dem weiteren Weg zum Brenner (da hier auch ihr Gebiet lag) den Germanen wieder angeschlossen haben, sodass dies die Beschreibung von A. Furger-Gunti erklären kann.
Die verbündeten keltischen und germanischen Stämme fielen gemeinsam nach Gallien ein, unternahmen dort allerdings getrennte Züge. Im Jahr 107 v. Chr. gelangten die Tiguriner in das Gebiet der Volker im heutigen Südfrankreich. Unter ihrem Feldherrn Divico besiegen die Tiguriner dort bei Agen an der Garonne ein römisches Heer. Nach Caesars Überlieferung seien die gefangenen Römer nach der Schlacht zur Demütigung unter einem Joch hindurchgeschickt worden. Bei Livius wird diese Episode jedoch nicht erwähnt. Bei Orange schlugen die Tiguriner wieder gemeinsam mit den anderen Stämmen 105 v. Chr. ein weiteres römisches Heer.
103 v. Chr. teilten sich die Stämme auf, um die Poebene zu erobern. Während die Teutonen und Ambronen westlich über die Provence vorstiessen, zogen die Kimbern und die Tiguriner östlich über den Brennerpass. Die Römer unter Marius konnten jedoch die Teutonen und Ambronen 102 v. Chr. bei Aix-en-Provence und 101 v. Chr. die Kimbern bei Vercellae abwehren und vernichten. Die Tiguriner konnten der Vernichtung entgehen und zogen mit ihrer Beute wieder nach Norden. Die Tiguriner bzw. die Helvetier blieben danach im kollektiven Gedächtnis Roms als starker und bedrohlicher keltischer Stamm erhalten.

### Caesar und die Helvetier

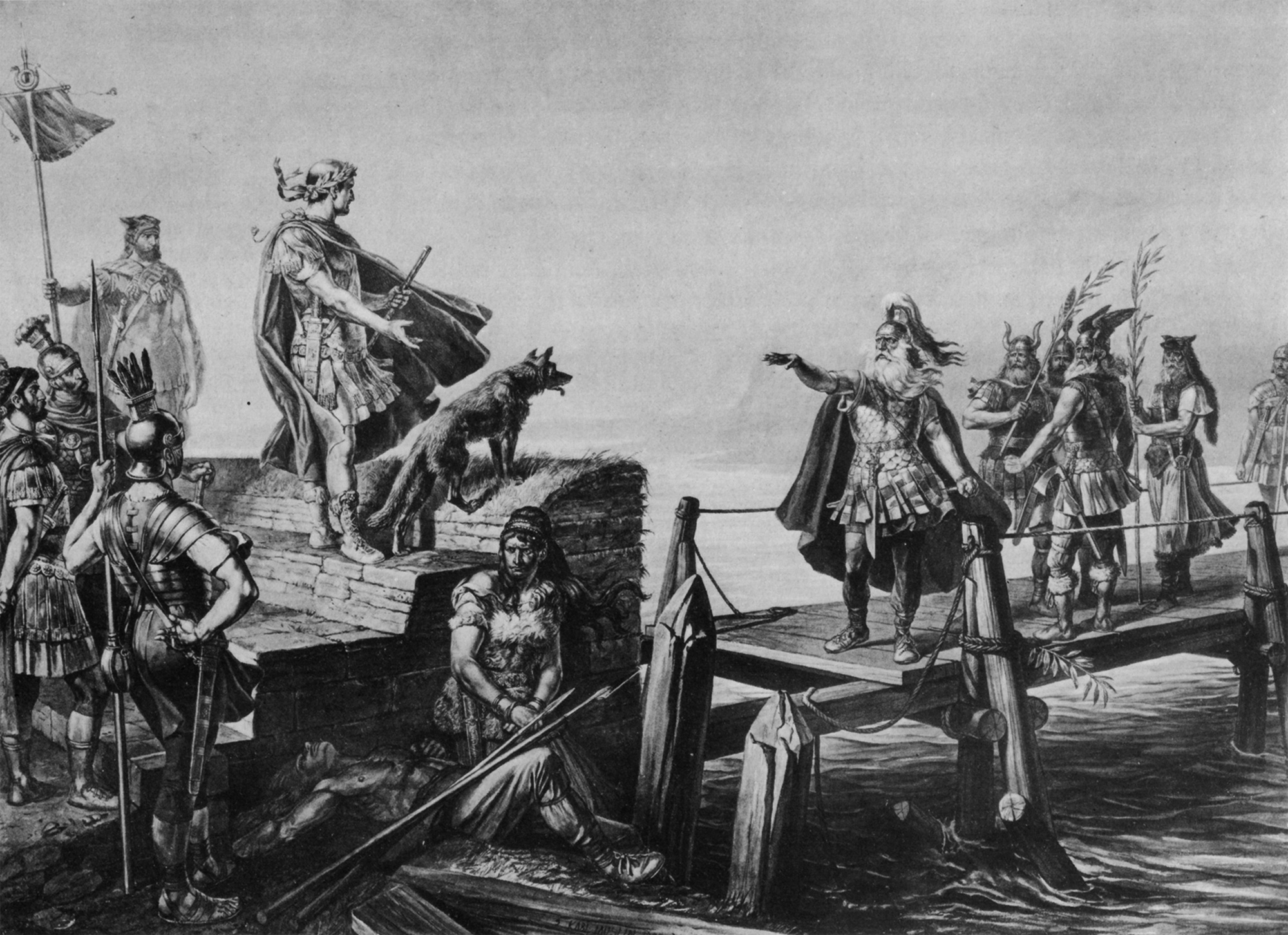
Julius Caesar und der helvetische Heerführer Divico treffen nach der Schlacht an der Saône zusammen. Historiengemälde des 19. Jahrhunderts von Karl Jauslin

Die Eroberung Galliens durch Caesar beendete auch die Unabhängigkeit der Helvetier, die Teil des Römischen Reichs wurden. Cicero erwähnt, dass sie – wohl als Folge der militärischen Niederlage gegen Caesar – ein foedus (Bündnis) mit Rom abgeschlossen hätten.
Über die Kämpfe Roms gegen die Helvetier zu Anfang der Gallischen Kriege berichtet Caesar ausführlich am Anfang seines «De Bello Gallico». Der helvetische Adlige Orgetorix soll eine Auswanderung ins Gebiet der Santonen (heutige Saintonge) geplant und vorbereitet haben. Als die Helvetier loszogen, war Orgetorix bereits unter mysteriösen Umständen gestorben, nachdem man ihn des Strebens zum Königtum angeklagt hatte, was in grossen Teilen Galliens damals als todeswürdiges Verbrechen galt. Danach hätten die Helvetier ihr Siedlungsgebiet komplett verlassen, ihre Siedlungen und Felder zerstört, und seien mit allen wehrfähigen Männern, Proviant und allen anderen Stammesangehörigen in westliche Richtung gewandert, um ein neues Siedlungsgebiet in Gallien zu suchen und andere gallische Stämme zu unterwerfen. Die Haeduer und Allobroger hätten Caesar und seine Legionen um Hilfe gebeten, da die Helvetier sie bedroht und ihr Land verwüstet hätten. Caesar sei es gemeinsam mit seinen gallischen Verbündeten gelungen, die Helvetier und deren Verbündete 58 v. Chr. zur Entscheidungsschlacht bei Bibracte zu stellen und ihr Heer vernichtend zu schlagen.
Caesar gibt an, man habe im Lager der Besiegten Tafeln in griechischer Schrift mit Ergebnissen einer Volkszählung gefunden. Die Tafeln hätten eine namentliche Aufstellung und die Zahl derer enthalten, die aus der Heimat ausgezogen waren, und zwar getrennt nach Waffenfähigen und ebenso nach Kindern, Frauen und Alten. Daraus hätte sich eine Zahl von 263.000 Helvetiern ergeben, ausserdem 36'000 Tulingern, 14'000 Latobrigern, 23'000 Rauracern, 32.000 Boiern. Wehrfähig seien 92'000 Männer gewesen. Nach Annahme der Kapitulation seiner Feinde liess Caesar ihnen Leben und Freiheit und ordnete an, die Helvetier, Tulinger, Latobriger und Rauraker sollten in ihr altes Siedlungsgebiet zurückkehren und ihre zerstörten Siedlungen wieder aufbauen, während die Allobroger sie am Anfang mit Getreide versorgen mussten. Nachdem auf Anordnung Caesars eine Volkszählung bei denen durchgeführt worden sei, die in die Heimat zurückkehrten, ergab sich eine Zahl von nur noch 110.000. Demnach wären zwei Drittel der Stammesmitglieder dem Krieg zum Opfer gefallen.
Die neuere Forschung und die Archäologie konnten die Angaben Caesars jedoch nie bestätigen. Es fanden sich ausser in einem Oppidum auf dem Mont Vully keine Brandspuren im Siedlungsgebiet der Helvetier, die auf die von Caesar erwähnte Vernichtung der helvetischen Siedlungen hinweisen würden. Im Gegenteil zeigen Siedlungen und Kultstätten der Helvetier im entsprechenden Zeitraum eine ungebrochene Kontinuität und Vitalität. Neuere (2007) Ausgrabungen am Kultplatz von Mormont haben dies bestätigt. Militärhistoriker haben zudem berechnet, dass der Tross der Helvetier mit 360'000 Männern und Frauen sowie 8500 von Ochsen gezogenen Wagen inklusive der mitgeführten Viehhabe – wenn man mit Caesars Angaben rechnet – 130 Kilometer lang gewesen wäre und sich niemals in einer Kolonne auf einer damaligen Strasse hätte fortbewegen können.
Die «Auswanderung» der Helvetier ist wohl eher als Kriegszug kleinerer Stammesgruppen zu sehen, über dessen Gründe Unklarheit besteht. Ob tatsächlich jemals Pläne bestanden hatten, sich im Santonengebiet niederzulassen, wie Caesar behauptet (Bell.Gall. 1,10), wird wohl niemals geklärt werden. Neben der durchaus denkbaren Auswanderung bestimmter Bevölkerungsgruppen ist auch an einen blossen Beutezug durch Gallien oder – was in Anbetracht des gallischen Stammespartikularismus und der tatsächlich eingeschlagenen Route unwahrscheinlicher ist – an einen Feldzug gegen die Germanen des Ariovist zu denken. Caesar ist natürlich darauf bedacht, die Bewegungen der Helvetier mit möglichst offensichtlichen Parallelen zu den verheerenden Kriegszügen von 107 v. Chr. zu deuten, und weist daher auf die angebliche Schmach des L. Cassius bei Agen hin, die es zu sühnen galt (Bell.Gall. 1,12). In diesem Sinne wirkt auch die Person des Divico, welcher bei Caesar ein halbes Jahrhundert nach seinem Sieg über die Römer einen Auftritt als greiser Feldherr macht, wie ein weiteres Versatzstück caesarischer Propaganda, mit welcher er den Angriff auf die Helvetier als späte Rache zu rechtfertigen sucht; ob der Sieger von Agen im Jahre 58 v. Chr. noch am Leben war oder, falls ja, überhaupt noch körperlich imstande, an einem solchen Zug teilzunehmen, scheint dabei äusserst fraglich.
Das Fehlen keltischer Funde und Siedlungen in Südwestdeutschland im 1. Jahrhundert v. Chr. wird gelegentlich mit dem Auszug der Helvetier im Gallischen Krieg oder während der Kimbernzüge erklärt. Der daraus entstandene Begriff «Helvetier-Einöde» ist aber in der Forschung umstritten.
Als Folge der Niederlage gegen Caesar liessen sich die militärisch geschwächten Helvetier wahrscheinlich in ein für sie gar nicht so ungünstiges Bündnis (foedus) mit den Römern ein, die im Land der Bundesgenossen darauf zur Absicherung des Landes vor einem möglichen Einfall der Germanen zwei Militärkolonien in Augst und Nyon gründeten. Archäologische Funde zeigen, dass es nach der Zeit Caesars zu einer regelrechten Nachblüte der keltischen Kultur in der Schweiz kam. Beide Umstände, foedus und kulturelle Blüte, sind Hinweise darauf, dass weder das Stammesleben noch die Bevölkerungszahl so drastisch reduziert wurde, wie Caesars Bericht vermuten lässt.

### Die Eingliederung Helvetiens ins Römische Reich
Nach den Kämpfen mit den Römern zur Zeit Caesars bricht die literarische Überlieferung über die Helvetier für eine gewisse Zeit ab. Die Helvetier und Rauriker sollen bereits 52 v. Chr. sich wieder am Kampf gegen Caesar unter der Leitung des Vercingetorix beteiligt haben. Ihre Hilfskontingente seien dabei um die 10.000 Mann stark gewesen, von einer militärischen Erschöpfung kann also damals noch nicht gesprochen werden. Die staatsrechtliche Stellung der Helvetier nach der Niederlage der Gallier um Vercingetorix ist unsicher, besonders ob das foedus weiter Bestand hatte.
Die Römer legten auf jeden Fall in der Zeit um 40 v. Chr. zwei Militärkolonien auf dem Gebiet der Helvetier und der Rauriker an. Die Colonia Raurica (Augst) und die Colonia Iulia Equestris (Nyon) waren wohl dazu da, das nun römisch beherrschte Gallien vor helvetischen Einfällen abzusichern. Die Lage der Kolonien sperrt nämlich die einfachsten Wege nach Gallien über das Rhonetal und den Sundgau. Beide Kolonien entwickelten sich aber erst richtig unter der Herrschaft des Augustus, die Colonia Raurica musste sogar unter dem Namen Colonia Augusta Raurica neu gegründet werden. Archäologische Funde zeigen, dass es nach der Zeit Caesars zu einer regelrechten Nachblüte der keltischen Kultur in der Schweiz kam – die Helvetier waren alles andere als romanisiert. Die keltischen Münzfunde mit den Namen von Fürsten lassen auf eine aristokratische Organisation der Stämme schliessen.
Nach dem Ende des römischen Bürgerkrieges liess Augustus schrittweise zwischen 25 und 16 v. Chr. in den Alpenfeldzügen die Alpenvölker und Stämme unterwerfen, so dass der Alpenraum ins Römische Reich eingebunden wurde. Im Zusammenhang mit diesen Kämpfen verlegten die Römer grössere Truppenverbände in das Gebiet der Helvetier, besonders in die heutige Ostschweiz. Die römische Besetzung verstärkte schlagartig den Einfluss der römischen Kultur auf die Helvetier. Wichtige befestigte Plätze wurden verlassen, andere in römische Militärstationen umgewandelt wie Vindonissa (Windisch) oder Basilea (Basel).
Das Oppidum auf dem Bois de Châtel wurde vom Hügel in die Ebene verlegt, wo die gallorömische Stadt Aventicum (Avenches) entstand. Bis zum Ende der Regierungszeit des Augustus wurden die Helvetier als Teil der Provinz Gallia Belgica und später der Germania superior völlig in den römischen Machtbereich integriert und die Romanisierung der Bevölkerung und der Aristokratie setzte ein.

### Der Helvetieraufstand 68/69 n. Chr. als letzte Auseinandersetzung zwischen Römern und Helvetiern
Unter der römischen Herrschaft bestand die Selbstverwaltung der Helvetier weiter. Die Volksgemeinde (civitas) war weiter in vier Teilstämme (pagi) aufgeteilt. Die civitas regelte das Steuerwesen autonom und stellte eine Miliz, die für den Grenzschutz und Aufrechterhaltung der inneren Sicherheit zuständig war.
Die helvetische Eigenständigkeit endete im Zug der Ereignisse nach dem Tod Neros 68 n. Chr. Die Helvetier unterstützten den neuen Kaiser Galba und kamen deshalb in Konflikt mit den römischen Truppen auf ihrem Gebiet, denn diese unterstützten den Feldherrn Vitellius, der ebenfalls nach dem Kaisertum strebte. Als Galba in Rom 69 n. Chr. ermordet und an seiner Stelle Otho als Kaiser aufgestellt wurde, bereiteten sich die römischen Legionen in Germanien auf einen Zug nach Rom vor, um ihren Kandidaten auf den Thron zu bringen. In diesem Zusammenhang kam es zu einem bewaffneten Zusammenstoss zwischen helvetischen Gruppen und der Legio XXI Rapax aus Vindonissa (Windisch). Als Reaktion liess der römische Feldherr Aulus Caecina Alienus, der gerade mit dem obergermanischen Heer nach Helvetien gelangt war, hart durchgreifen. Die helvetischen Siedlungen im Aargau wurden geplündert und zerstört. Da die Helvetier Widerstand leisteten, wurden Tausende von ihnen umgebracht oder unter Kriegsrecht als Sklaven verkauft. Schliesslich besetzten die römischen Truppen die Stadt Aventicum, die zum Hauptort der helvetischen civitas geworden war, womit der Aufstand endete. Aventicum wurde anschliessend in eine römische Kolonie umgewandelt unter dem Namen Colonia Pia Flavia Constans Emerita Helvetiorum Foederata. Nach den Ausschreitungen wurde die 21. Legion in Vindonissa von der Legio XI Claudia abgelöst.

### Das «Ende» der Helvetier
Nach dem Aufstand der Jahre 68/69 n. Chr. kam es nicht mehr zu militärischen Konflikten zwischen Römern und Helvetiern. Die helvetische Selbstverwaltung bestand nicht mehr weiter und die Helvetier besassen im Allgemeinen das römische Bürgerrecht nicht. Es wurde nur an Einzelpersonen als Auszeichnung vergeben. Erst im Jahr 212 n. Chr. wurden die Einheimischen den römischen Kolonisten rechtlich gleichgestellt. Die Helvetier waren zu diesem Zeitpunkt stark romanisiert, trotzdem hatten sich die keltische Umgangssprache, keltische Gottheiten und Bräuche erhalten. Von Westen nach Osten bestand dabei ein starkes Gefälle in der Stärke der Romanisierung.
Gegen Ende der römischen Herrschaft in der heutigen Schweiz kam es zu einer letzten keltischen Renaissance. Trotzdem gelang es den Helvetiern nicht, nach dem Abzug der römischen Truppen 401 n. Chr. ein eigenes Staatswesen zu errichten. Alte keltische Oppida wurden zwar wieder neu befestigt und besiedelt, die romanisierten Helvetier konnten aber die Einwanderung der Alamannen ins zentrale und östliche Mittelland nicht verhindern. Die alten Siedlungen konnten sich zwar eine Zeit lang als Sprachinseln behaupten, die Helvetier wurden aber längerfristig mindestens in den nicht stark romanisierten Gegenden von den Einwanderern assimiliert. In der Westschweiz und im Alpenraum konnte sich das romanische Element behaupten.
Dennoch verbleiben bis heute keltische Einflüsse in der Schweiz. Der grössere Teil der Flüsse und die älteren Städte der Schweiz tragen keltische Namen. Auch Flur- und Landbezeichnungen weisen keltische Einsprengsel auf. So kommt etwa der Name des Innerschweizer Kantons Uri vom keltischen ure (Stier).

## Zivilisation
Hinweise auf die helvetische Zivilisation geben vor allem archäologische Untersuchungen. Weil sich die Fachleute über die Grenzen hinweg austauschen und weil zahlreiche weitere Wissenschaften wertvolle Anhaltspunkte liefern, können immer zuverlässigere Erkenntnisse gewonnen werden. Teilweise werden sie auch von historischen Quellen gestützt.

### Siedlungen

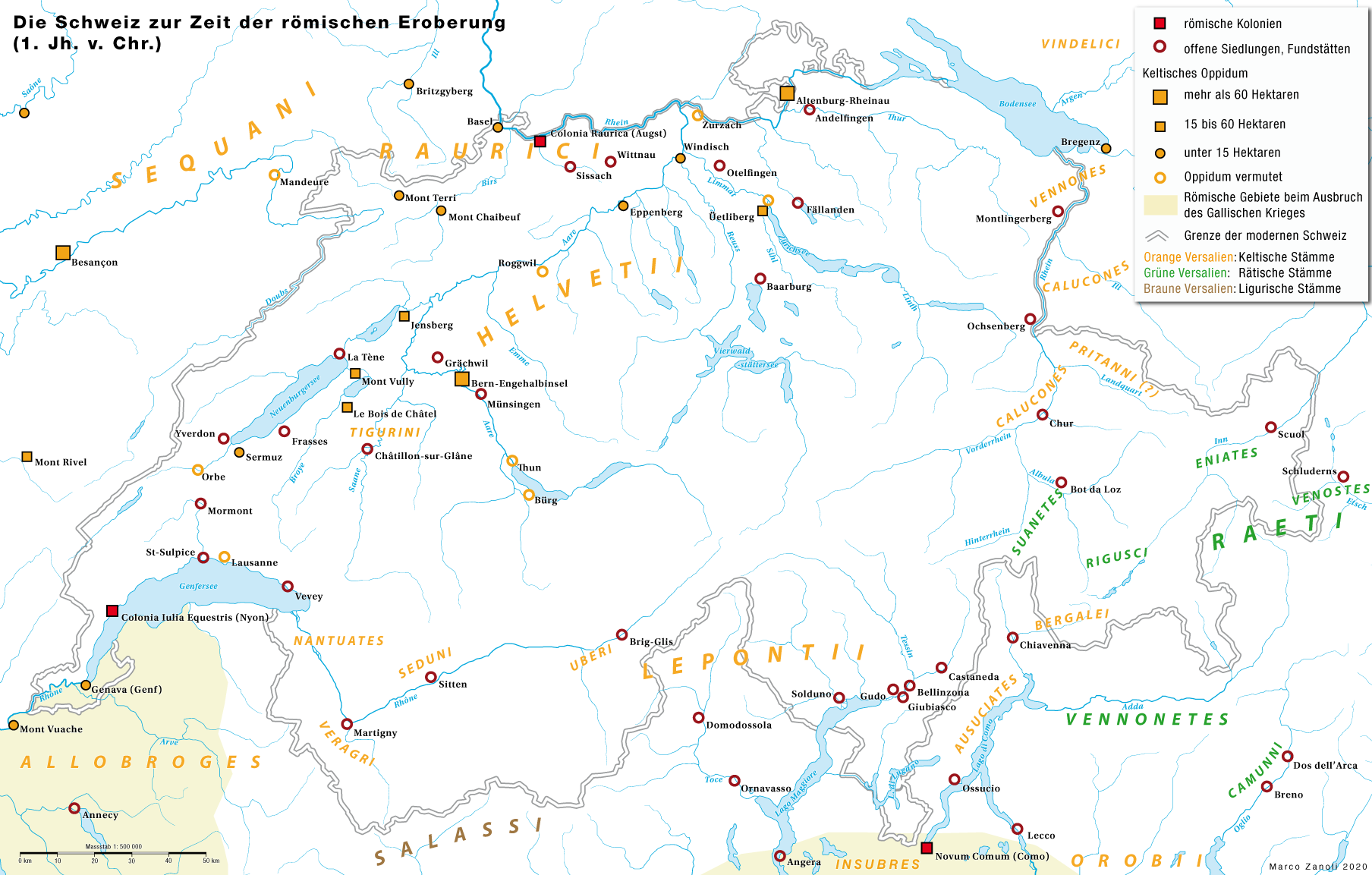
Die Keltische und Rätische Besiedlung der heutigen Schweiz

Die Gräberfunde aus der La-Tène-Zeit weisen darauf hin, dass damals das schweizerische Mittelland zwischen Lausanne und Winterthur besiedelt war. Schwerpunkte lagen am Jurasüdfuss in der Region des Neuenburgersees und des Bielersees bis nach Basel, im Aaretal zwischen Thun und Bern, im Gebiet zwischen Limmat oder Zürichsee und Reuss. In den Alpen war das Wallis offenbar relativ stark besiedelt, im Tessin die Gegend um Bellinzona und Lugano.
Siedlungen wurden vorzugsweise an Gewässern (Transportwege) angelegt. Idealerweise bot eine Flussschlaufe (beispielsweise Bern Engehalbinsel, Vindonissa, Altenburg-Rheinau) oder ein Hügel (wie in Genf, Mont Vully, Basel Münsterhügel, Zürich-Lindenhof) Schutz und Übersicht.
Von helvetischen Bauten sind kaum Spuren erhalten. Das dürfte auch mit der Kontinuität der Besiedlung zusammenhängen: helvetische Bauten wurden ergänzt und ersetzt durch römische, diese wiederum durch mittelalterliche. In Zürich konnte aufgrund der Auswertung der Grabungen rund um den Lindenhof von Ende der 1990er-Jahre der Nachweis einer keltischen Siedlung erbracht werden. Es konnte ein v-förmiger Graben ausgemacht und Häuser in Pfostenbauweise mit Feuerstellen freigelegt werden. Aus der Zeit um 40 v. Chr. stammt ein Haus, das in einer neueren Bauweise erstellt worden ist. Aus dieser Zeit sind auch andere Neuerungen zu beobachten: die Orientierung der Häuser änderte sich, in einem grossen Findling mit Hohlraum befand sich eine Feuerstelle, Vorratsgefässe und ausgekeimte Dinkelkörner könnten auf die Herstellung von Bier deuten. In Grabungen von 2007 entdeckte man verschiedene Gruben, die der Vorratshaltung gedient haben könnten. Zudem fanden sich am Nordwestabhang des Lindenhofs Eisenschlacken als Zeugnis von Metallhandwerk.
In Vindonissa wurden bei Grabungen Reste von Holzbauten aus dem 2. und 1. Jhd. v. Chr. gefunden. Häufiger sind Reste von Gebrauchsgegenständen und Waffen, mancherorts auch Wälle und Gräben von Befestigungen, welche Rückschlüsse auf die Besiedlung durch Helvetier zulassen. Gemäss Caesar gab es mehr als 400 helvetische vici (Dörfer) und ein Dutzend Oppida. 58 v. Chr. zogen 263‘000 Helvetier nach Bibracte.
- Siehe auch: Caesar und die Helvetier.

#### Befestigte Siedlungen
Wichtige Handelsplätze wurden zusätzlich gesichert. Eine solche mit Wällen und Gräben befestigte Siedlung wird als Oppidum bezeichnet. Manche dieser Oppida wuchsen zu stadtartigen Zentren, andere dienten eher als Zufluchtsort. Der Wall von Sermuz wurde nach den Beschreibungen von Caesar teilweise rekonstruiert.
Diese Befestigungen lagen an strategisch wichtigen Orten, häufig auf markanten Hügeln (Mont Terri, Sissach, Mont Vully, Zürich-Uetliberg), an geografischen Engpässen (La Tène, Yverdon), in Mündungsdreiecken (Genf, Basel) oder in Flussschlaufen (Bern-Engehalbinsel, Altenburg-Rheinau). Eine Kombination dieser Merkmale nutzte das Oppidum auf dem Lindenhof in Zürich (Ausgrabung von 1999 und 2004 am Rennweg).

#### Nachgewiesene und vermutete keltische Oppida in der Schweiz
Die keltischen Oppida auf dem Gebiet der heutigen Schweiz lagen fast alle an oder in der Nähe der damals schiffbaren Flüsse. Die Oppida bestanden nicht alle gleichzeitig. Die keltischen Namen der Orte sind nicht überliefert. Allenfalls kann aus den lateinischen Ortsnamen auf die keltischen zurückgeschlossen werden. 
- Altenburg-Rheinau
- Basel-Münsterhügel[22]
- Mont Vully (Gde. Bas-Vully)
- Bern-Engehalbinsel

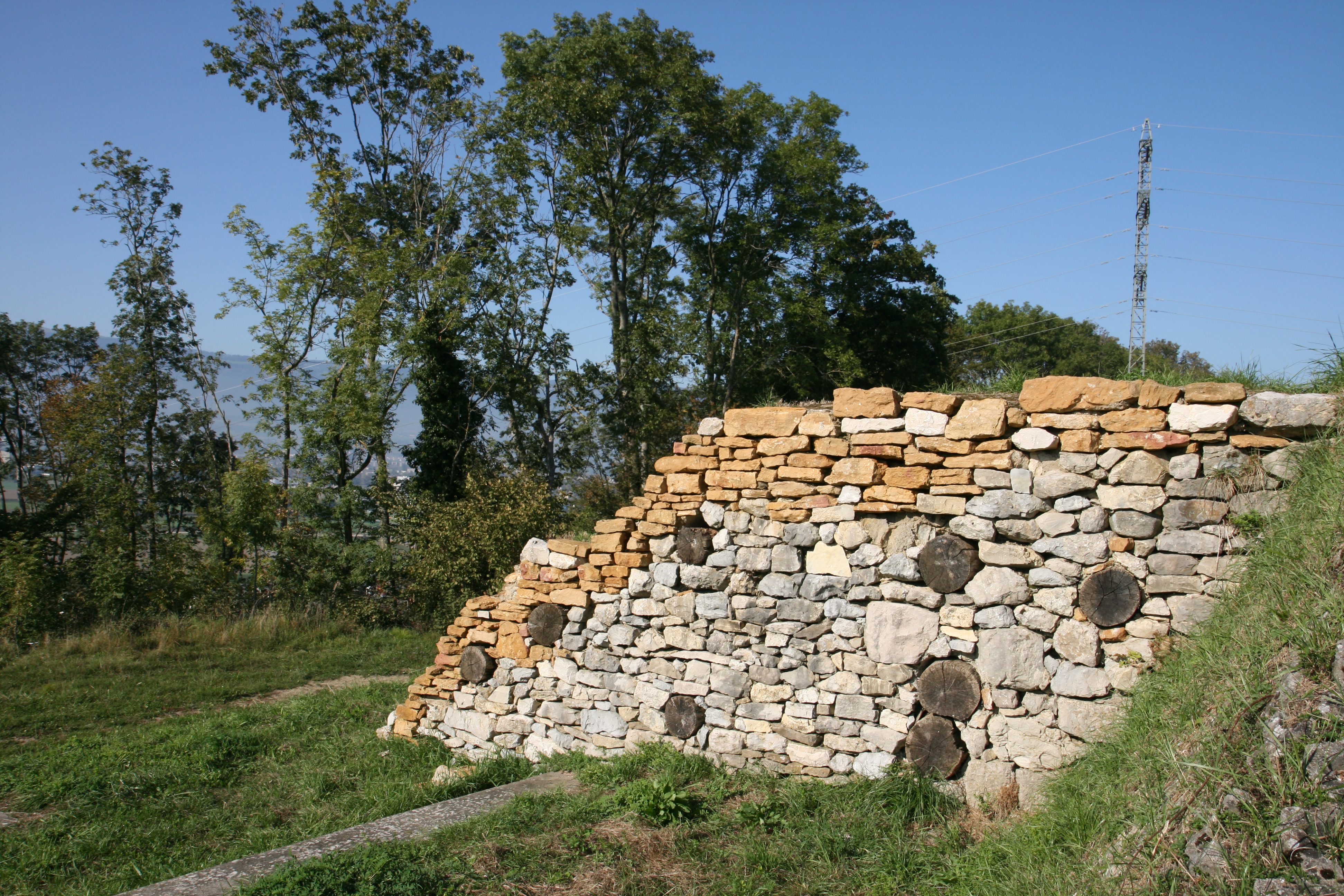
Rekonstruktion eines Teilstückes des Walls von Sermuz

- Bois de Châtel (Avenches/Aventicum)
- Eppenberg
- Jensberg
- Genf
- Lausanne
- Martigny
- Mont Chaibeuf
- Oppidum auf dem Mont Terri
- Thun (vermutet)
- Sermuz (Gde. Gressy VD)
- Oppidum Lindenhof (Zürich)
- Oppidum Uetliberg (Gde. Stallikon, bei Zürich)
- Vindonissa (Windisch)

### Wirtschaftliche Grundlagen

#### Rohstoffe
Im Alpenraum und im nördlichen Jura gibt es zahlreiche Vorkommen von verschiedenen Eisenerzen und auch von Kupfer. Vermutlich wurden die Eisenerze systematisch abgebaut und verhüttet, denn die Herstellung von Werkzeugen, Gebrauchsgegenständen und Waffen erforderte grosse Mengen an Roheisen. Allerdings fehlen archäologische Spuren von Erzabbau und Verhüttung weitgehend. Häufiger sind Funde von Roheisen-Barren. In dieser Form konnte das Material besser zu den Verbrauchern transportiert werden. Funde stammen beispielsweise aus Zürich: am Westrand des Lindenhofs wurden Barren entdeckt. Ein Bündel von 20 stabförmigen Eisenbarren wurde 1866 bei der Rathausbrücke in Zürich ausgebaggert: die Barren waren 50 cm lang und wogen 770 bis 850 g.  Im Oppidum von Rheinau konnten die Überreste einer Schmiede nachgewiesen werden.
Viele Bäche und Flüsse in der Schweiz führen Gold, das gewaschen werden kann. In antiken Quellen werden die Helvetier mehrmals als «reich an Gold» beschrieben. So auch bei Poseidonios, der um 100 v. Chr. lebte und selber Reisen in die von ihm beschriebenen Gebiete unternommen hat. Diodor beschreibt das Goldwaschen sehr genau.
Die Helvetier konnten offenbar Gold in grösseren Mengen gewinnen und daraus kostbaren Schmuck oder Goldmünzen herstellen.

#### Handwerk und Kunsthandwerk
Bronze wurde auch als Schmuckmaterial verwendet. Vermehrt wurden statt Einzelstücken Serien hergestellt, wie die fünfzig rationeller hergestellten Bronzefibeln von der Engehalbinsel in Bern zeigen. In Mitteleuropa sind etwa 2000 vergleichbare Fibeln gefunden worden.
Waffen aus Eisen waren häufig, oft sind sie mit Ornamenten verziert. Obwohl das Verzieren von Eisengegenständen schwieriger ist als jenes von Bronzegegenständen, gelang es helvetischen Kunsthandwerkern, Verzierungen auf Lanzenspitzen und Schwertscheiden anzubringen.
Alle wesentlichen, auch heute noch benutzten Arbeitstechniken in der Goldbearbeitung waren in keltischer Zeit bekannt und zu einer grossen Perfektion entwickelt: es wurde geschmiedet, getrieben, ziseliert, gelötet und granuliert, man konnte Silberschmuck vergolden.

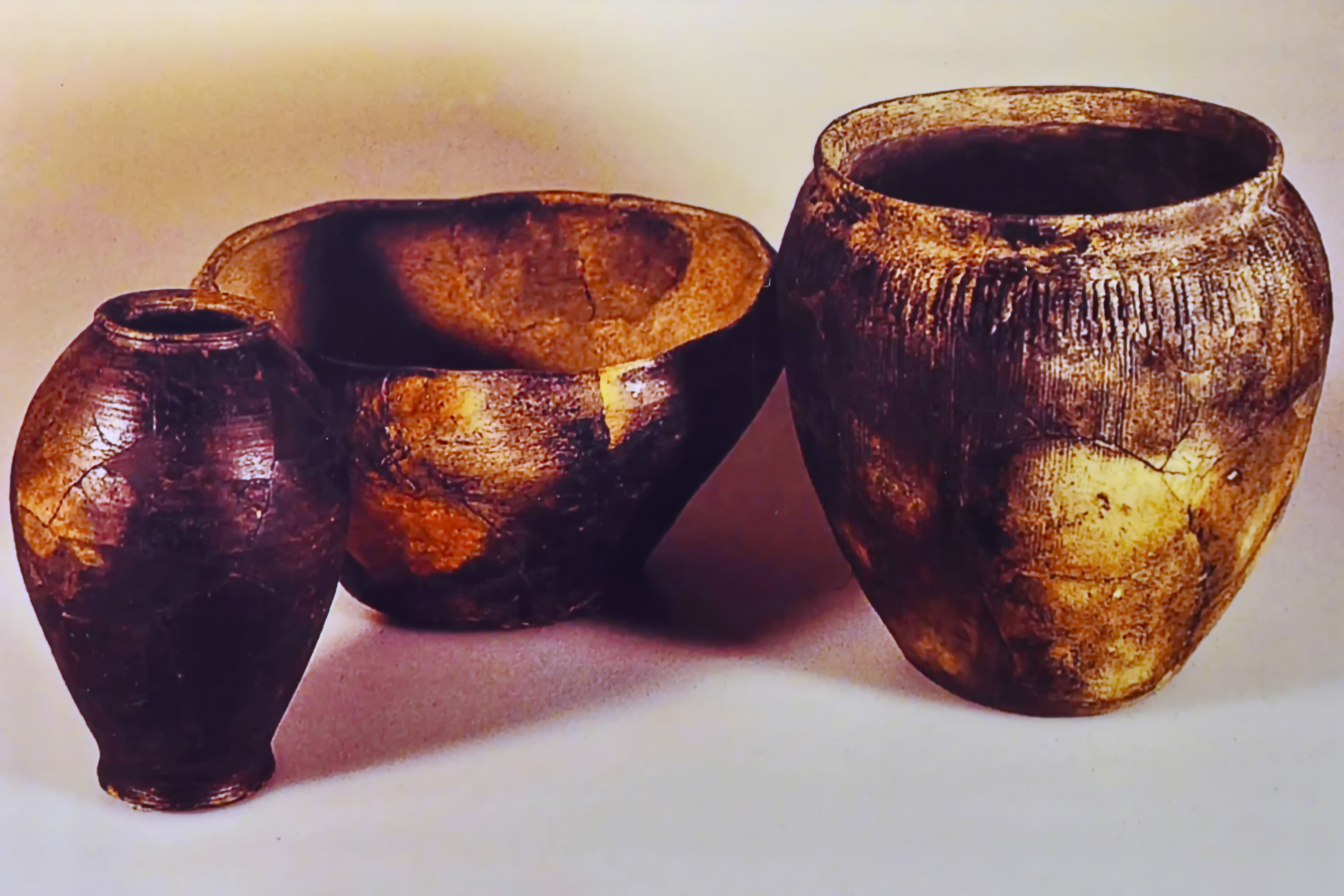
Spätkeltische Keramik vom Rennweg 5

Glasschmuck: Mitte des 3. Jhd. v. Chr. kam eine neue Mode auf: Frauen tragen Armringe aus Glas in leuchtenden Farben. Diese Ringe sind so kunstvoll gefertigt, dass bis heute nicht ganz klar ist, wie sie hergestellt worden sind. Ein eindeutiger Schwerpunkt solcher Funde ist im Mittelland und in der Region Bern auszumachen. Die Kenntnis der Herstellung verlor sich jedoch zunehmend und in römischer Zeit konnte niemand mehr solche Schmuckstücke herstellen.
Offensichtlich setzte in den letzten beiden Jahrhunderten vor der Zeitwende auch in der Herstellung von Töpferwaren zunehmend die Arbeitsteilung und Spezialisierung durch. Einfachere Gegenstände für den Alltagsgebrauch wurden zwar noch selber hergestellt; sie waren dickwandiger als jene, die auf der Töpferscheibe produziert worden sind. In der relativ grossen Siedlung bei Sissach (Basel-Land) bestand in der Zeit um und nach 110 v. Chr. ein eigentliches Töpferquartier: ein Dutzend Brennöfen stand nahe beieinander, Abfall und Fehlbrände wurden in grosser Zahl gefunden. Ähnliche Töpferöfen standen auch an der Fundstelle Basel-Gasfabrik. Funde zeigen, dass das Geschirr aus solchen Töpfereien hochwertig und formschön war, häufig nach dem Brand bemalt wurde.

#### Handel
Rege Handelsbeziehungen können aufgrund der Funde angenommen werden: Schmuckstücke aus Oberitalien, aus Etrurien, sogar karthagischen Ursprungs zeugen vom Warenaustausch über grosse Distanzen. Seit dem 2. Jhd. v. Chr. wurde auch Wein aus dem Süden auf die Alpennordseite transportiert, wovon viele Funde von Amphoren zeugen. Die Sitte des Weinkonsums gelangte aus Italien in den Alpenraum und wurde von der ansässigen Bevölkerung offenbar übernommen. Als Transportwege wurden wenn möglich die Gewässer benutzt.
Handelsgüter waren neben Schmuck und Wein auch Eisenbarren und Menschen. Diodor erwähnt, dass ein Krug Wein den Wert eines Sklaven hatte. Handfesseln aus Eisen wurden an verschiedenen Orten gefunden, so in der Gasfabrik Basel, in La Tène und in Bern. Als Sklaven gehandelt wurden Kriegsgefangene und vermutlich auch eigene Leute aus den untersten sozialen Schichten. Mit der Sitte des Weintrinkens kamen auch passende Gefässe zu den Helvetiern: Henkelkrüge, Trinkschalen und Becher aus dünnwandigem Material (Ton oder Metall), wie sie aus der Po-Ebene und noch südlicheren Regionen bekannt waren. Gefunden wurden auch Öllämpchen aus Ton, was darauf hindeutet, dass auch Öl importiert wurde. Offenbar wurden auch Essgewohnheiten aus dem Süden übernommen: Amphoren für Olivenöl aus Spanien wurden in Genf gefunden, ebenso das Garum, ein vielfältig einsetzbares Gewürz aus dem mediterranen Raum.

### Kulturelles

#### Gesellschaftsstruktur
Zuverlässige Informationen über die Gesellschaftsstruktur sind in römischen Texten zu finden. Leute aus der «adeligen» Schicht wurden mit kostbaren Grabbeigaben versehen, aus denen Rückschlüsse auf Lebensweise, Kleidung, Handelsbeziehungen und Kultur gezogen werden können.
Eine kleine Schicht von Vornehmen (in den Quellen nobiles genannt) machte ihren Machtanspruch geltend aufgrund von Herkunft und Stammbaum. Auf alle Fälle musste ein junger Mann dieser Schicht kriegstauglich sein, um seinen Status behalten zu können. Ein Aufstieg in der gesellschaftlichen Hierarchie war grundsätzlich möglich: Wer sich durch Durchsetzungskraft und Geschick auszeichnete, konnte ebenfalls zu Macht und Einfluss gelangen. Namentlich bekannt als Vertreter dieser Vornehmen ist Orgetorix, der laut Julius Cäsar bei weitem der vornehmste und reichste Mann seiner Zeit gewesen sein soll.
Julius Cäsar berichtet auch von Druiden. Er schildert sie als in vielen Dingen bewanderte, weise Männer. Von Kriegsdienst und Steuern waren sie befreit, sie wirkten als Priester, Richter und Gelehrte. Archäologische Spuren, die auf diese Funktionen hinweisen, konnten noch nicht gesichert werden.
Am anderen Ende der sozialen Rangordnung stand das einfache Volk. Diese Leute waren abhängig von den Höhergestellten und lebten teilweise in sklavenähnlichen Beziehungen zu ihnen. Vermutlich wurden sie auch oft als Kriegsbeute verschleppt. Archäologisch auswertbare Spuren haben sie kaum hinterlassen, ebenso wenig werden sie konkret in Texten erwähnt.

#### Schrift und Sprache
Ab ca. 500 v. Chr. häufen sich Inschriften auf Steinen in der Region Lugano und Como; diese sind in einer voll ausgebildeten keltischen Sprache mit eigenem Schriftsystem abgefasst. Die gefundenen Texte beschränken sich weitgehend auf Namen. Julius Cäsar berichtet von Bestandesverzeichnissen in griechischer Sprache sowie – nach der Schlacht bei Bibracte – von Schreibtafeln aus Wachs und von Griffeln, wie sie in Rom üblich waren.
Auf Münzen werden griechische Vorbilder von Inschriften imitiert, allerdings oft so schlecht, dass man annehmen muss, der Graveur habe die Zeichen nicht gekannt. Auf einem eisernen Schwert, welches in der Alten Zihl bei Port ausgegraben worden ist, ist ein Stempel, einem Wappen ähnlich, und ein Namenszug in klaren griechischen Buchstaben zu erkennen. Das Schwert wird auf 110 v. Chr. datiert.

#### Zahlungsmittel

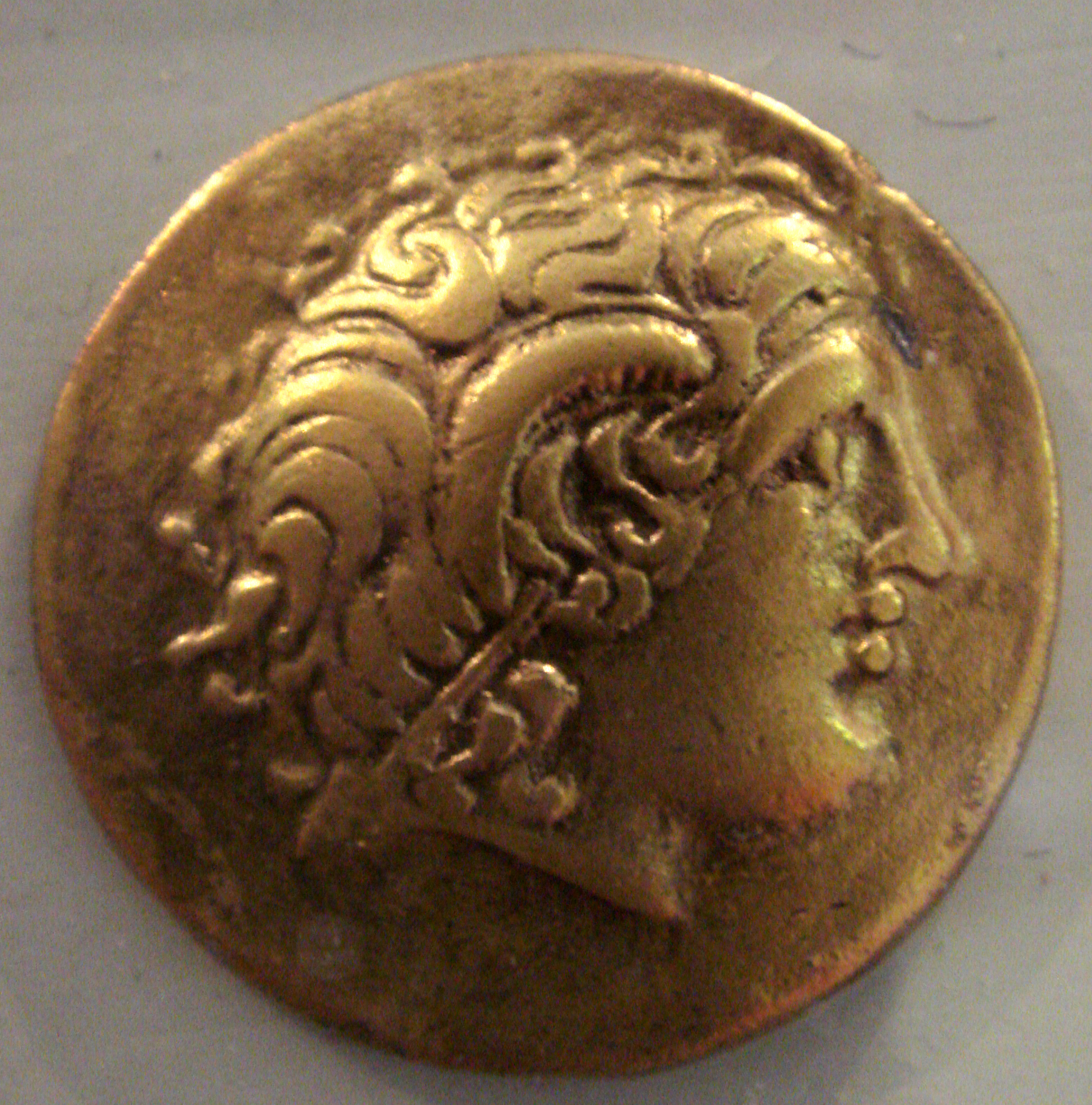
Goldmünze der Sequaner aus vorrömischer Zeit

Lange Zeit wurde auf der Alpennordseite Tauschhandel betrieben. Münzen als Zahlungsmittel waren südlich der Alpen verbreitet. Nach und nach imitierten die Kelten römische Münzen. Neben Silber- und Goldmünzen war vor allem der sogenannte Sequaner Typ in der Ausführung aus Bronze mit starkem Bleizusatz verbreitet.
Wie Funde aus Bern Engehalbinsel und aus Sion belegen, trugen Frauen ihre Barschaft bei sich, in einem Lederbeutel am Gürtel oder in einer Büchse aus Bronzeblech.
Vermutlich war auch die Münzherstellung ein Privileg. Aus der Region des Mont Vully und von Avenches stammen Funde, die auf Prägewerkstätten schliessen lassen. Auch im Oppidum Rheinau konnte die Münzprägung archäologisch nachgewiesen werden. Die kleinsten gebräuchlichen Münzen, die Potins, wurden gegossen.
Klumpen von geschmolzenen und mit Holzkohle durchsetzten Potinmünzen wurden 1890 im Umfeld des Oppidums Lindenhof respektive der gallo-römischen Siedlung Turicum in Zürich gefunden. Der schwerste Klumpen von 59,2 kg dürfte etwa 18.000 Münzen umfassen. Zwei Typen von Münzen können bei diesem Fund unterschieden werden: Potinmünzen vom sogenannten Zürcher Typ, die einheimischen Helvetiern zuweisbar sind und Potinmünzen der in Ostgallien ansässigen Sequaner. Der Fundort lag damals mindestens 50 m vom heutigen Seeufer entfernt im Zürichsee bei der Seeufersiedlung Alpenquai. Die Kombination von Wasser, Feuer und Münzen deutet auf eine rituelle Versenkung, eventuell auf ein Heiligtum. Der Fund von sogenannten Tüpfelplatten verweist zudem auf eine Münzprägestätte in der Limmatstadt.
2012 wurden in Füllinsdorf an die 300 verstreute Silbermünzen gefunden, die als klarer Hinweis auf überregionale Kontakte zu dieser Zeit gelten.

#### Religion und Kultplätze
Namen und Funktionen von keltischen Gottheiten sind lediglich aus römischer Überlieferung bekannt. Drei Statuen aus Eichenholz, entstanden um 100 v. Chr., dürften Gottheiten dargestellt haben. Darauf deuten jedenfalls Münzbeigaben. Dies sowie eine keltische Steinplastik sind aus dem Genferseebecken geborgen worden.
Deutlich zeigt sich der Zusammenhang zwischen Religion und Krieg. Waffen und Beute wurden den Gottheiten geopfert, wobei die Gegenstände vorher gebrauchsunfähig gemacht worden sind. In Bern Tiefenau stand offenbar ein solches Heiligtum. Es wurde eine ansehnliche Zahl von Gegenständen aus Eisen gefunden, zu deren Abtransport ein kleines Fuhrwerk eingesetzt werden musste: Schwerter und Lanzen aus Eisen, metallene Überreste von Kampfwagen, daneben Schwertscheiden, Schilde und Kettenpanzer. Viele dieser Gegenstände sind offenbar mit Feuer in Kontakt gekommen – ein weiterer Hinweis auf einen sakralen Akt. Ebenfalls geweiht und geopfert wurden dort Münzen und gegen 50 Eisenbarren.
In Flüssen und Seen wurden besonders häufig Waffen gefunden. Die berühmteste Fundstelle ist La Tène am unteren Ende des Neuenburgersees. Über 2500 Objekte wurden am Flussgrund und in Ausgrabungen gefunden. Etwa ein Drittel davon sind Waffen, die ebenfalls unbrauchbar gemacht worden sind. Hinzu kommen viele Bügelscheren und Rasiermesser, die zusammen geopfert wurden, sowie etwa 400 Fibeln aus Eisen. Alle diese Gegenstände weisen auf eine Männergesellschaft hin, Frauenschmuck kommt kaum vor. Reste von Brückenpfeilern lassen vermuten, dass die Gegenstände möglicherweise an der Brücke selber befestigt waren. Aus heutiger Sicht schauerlich sind die zahlreichen menschlichen Skelett-Teile und Skelette, von denen eines sogar noch einen Strick um den Hals gehabt haben soll. Menschen als Opfergaben?
In Cornaux, drei Kilometer flussabwärts von La Tène, liegt ein weiterer Kultplatz, der allerdings etwa hundert Jahre später benutzt wurde. Dort wurden Überreste von mindestens neunzehn Menschen gefunden. Und beim Ausfluss des Bielersees, bei Port, konnten etwa 120 Schwerter und Lanzen aus dem Flussbett geborgen werden. Alle diese Funde wurden im Zusammenhang mit der Juragewässerkorrektion gemacht.
Bei der Seeufersiedlung Grosser Hafner ist, unweit des heutigen Abflusses der Limmat aus dem Zürichsee beziehungsweise des Fundorts der Potinzklumpen, aus der Regierungszeit von Kaiser Hadrian ein hölzerner Rundtempel archäologisch nachgewiesen. Die Mehrheit der rund 90 Münzen gehört vermutlich zu einem bislang nicht nachgewiesenen Vorgängerbau des dendrochronologisch in das Jahr 122 n. Chr. datierten Inselheiligtums.
Auch Brandopfer waren eine Möglichkeit, mit den Gottheiten zu kommunizieren. Im Rheintal liegen zwei derartige Opferplätze einander gegenüber: Der Ochsenberg bei Wartau (SG). und der Gutenberg bei Balzers (FL). Dort wurden unter anderem sieben Votivfiguren aus Bronze gefunden, daneben Schmuck. Auf dem Ochsenberg konnten Überreste von Tieropfern und Opfergaben aus Metall geborgen werden. Es waren Teile von Schwertern, Lanzenspitzen und Teile von Bronzehelmen. Zudem fand sich hier auch Frauenschmuck.

#### Tod und Jenseitsvorstellungen
Nach ihrer Hauptlehre ist die Seele nicht sterblich, sondern geht von einem Körper nach dem Tod in einen anderen über. Auch meinen sie, diese Lehre sporne besonders zur Tapferkeit an, da man die Todesfurcht verliere.
Ursprünglich war die Erdbestattung üblich; man geht davon aus, dass nicht alle Toten ein Grab erhielten, sondern dass dies eine bestimmte gesellschaftliche Stellung voraussetzte. Im Laufe der Zeit haben sich die Vorstellungen vom Jenseits wohl verändert, denn immer seltener wurde den Verstorbenen reicher Schmuck oder Waffen mitgegeben. Stattdessen werden vermehrt Speisen und auch Geld als Grabbeigaben gewählt und auch Kindergräber sind häufiger zu finden. Vermehrt wird den Toten ein «Charonspfennig» in den Mund gelegt, eine Sitte, die aus griechischen und römischen Traditionen übernommen worden ist. Auffallend ist, dass immer Frauen auf diese Weise für ihre letzte Reise ausgestattet worden sind.
Mitte des 2. Jahrhunderts v. Chr. sind erste Kremationen von Toten nachzuweisen. Diese Sitte verbreitete sich zunehmend. Auch die Urnengräber wurden präzise ausgehoben und an der Oberfläche mit einer Stele oder einem Pfosten markiert. Archäologische Funde von Urnengräber sind selten, denn sie sind schwierig zu unterscheiden vom umgebenden Erdreich.
«Gewöhnliche» Tote wurden für unsere Begriffe wenig respektvoll behandelt. Man findet ihre Überreste in Erdgruben, in Gräben oder in aufgelassenen Brunnen, vermengt mit Schutt und Abfall aus der Siedlung. Manche Menschenknochen zeigen Spuren davon, dass sie von Tieren angeknabbert worden sind. Immerhin sind vergleichbare Sitten auch aus dem antiken Rom bekannt.

## Bekannte Helvetier
- Helico war ein sagenhafter Handwerker, der in Rom gelebt haben soll.
- Divico war ein Führer der Tiguriner.
- Orgetorix († 60 v. Chr.) war ein helvetischer Fürst
- Verucloetius und Nammeius waren zwei helvetische Adlige, die mit Julius Cäsar verhandelten.

- Vatico gab um 50 v. Chr. Münzen heraus, welche in der Umgebung von Aventicum gefunden wurden. Möglicherweise war er ein helvetischer Fürst.[63]
- Ninno wird ebenfalls auf Münzen genannt und war möglicherweise ebenfalls ein Fürst.